# Ҧ
Das Ҧ (klein: ҧ) ist ein Buchstabe des kyrillischen Alphabets und repräsentiert den aspirierten stimmlosen bilabialen Plosiv [pʰ]. Bei der Transliteration und Transkription ins lateinische Alphabet wird er mit ṗ oder ph geschrieben.
Verwendet wird dieser Buchstabe allerdings nur in der abchasischen Sprache, wo das Ҧ der 36. Buchstabe im abchasischen Alphabet ist, wo an dessen Stelle manchmal auch ein Ԥ verwendet wird. In der Landessprache beispielsweise wird Abchasien Аҧсны (Aṗsny) geschrieben.